# Росоки
Росоки (на македонска литературна норма: Росоки) е село в Северна Македония, в община Маврово и Ростуше.

## География
Селото е разположено в областта Мала река високо в планината Бистра на слива на Росочката и Мала река.

## История
В XIX век Росоки е българско мияшко село в Реканска каза на Османската империя. Църквата „Свето Преображение Господне“ е от XVIII век, а „Въведение Богородично“ („Света Богородица“) е от XIX век. В „Етнография на вилаетите Адрианопол, Монастир и Салоника“, издадена в Константинопол в 1878 година и отразяваща статистиката на населението от 1873 година, Росок (Rossok) е посочено като село с 80 домакинства, като жителите му са 287 българи.
Според статистиката на Васил Кънчов („Македония. Етнография и статистика“) в 1900 година Раосоки има 450 жители българи християни.
На Етнографската карта на Битолския вилает на Картографския институт в София от 1901 година Раосоки е чисто българско село в Реканската каза на Дебърския санджак със 75 къщи.
Цялото население на селото е под върховенството на Българската екзархия. По данни на секретаря на екзархията Димитър Мишев („La Macédoine et sa Population Chrétienne“) в 1905 година в Раосоки има 600 българи екзархисти и в селото функционира българско училище.
Според статистика на вестник „Дебърски глас“ в 1911 година в Росоки има 46 български екзархийски къщи.
При избухването на Балканската война в 1912 година 25 души от Росоки са доброволци в Македоно-одринското опълчение.
На етническата си карта на Северозападна Македония в 1929 година Афанасий Селишчев отбелязва Росоки като българско село.
Според преброяването от 2002 година селото е без жители.

## Личности
Родени в Росоки
- Атанас Авросиев,[11] или Амвросиев, македоно-одрински опълченец, 25-годишен, касапин, ІІІ клас, 3 рота на 7 кумановска дружина, ранен на 18 юни 1913 година[12]
- Глигор Тодоровски (1928 – 2003), историк от Република Македония
- Кипро (? - 1845), български архитект и строител, ученик на Велян Селечки[13]
- Мелетий Божинов (1872 – 1954), български зограф
- Неделко Росошки, български зограф от XVIII век
- Павел Васев, български революционер
- Панталей Делев (1891 - ?), български фотограф, македоно-одрински опълченец
- Слави Василев Гюдеров (1896 - 1945), български предприемач[14]
- Спиро Евтимов, български военен деец, подполковник[15]
- Христо Каратодоров, български строител и зограф

Други
- Гаврил Охридски и Македонски (1912 – 1996), духовник от Република Македония, по произход от Росоки
- Константин Коняров (1910 – 2002), български поет, по произход от Росоки
- Любен Фичев (1907 – 1994), български мотоциклетист, по произход от Росоки